# Andrei Alexandrowitsch Gerschun
Andrei Alexandrowitsch Gerschun (russisch Андрей Александрович Гершун; * 9. Oktoberjul. / 22. Oktober 1903greg. in St. Petersburg; † 6. Dezember 1952 in Leningrad) war ein russischer Physiker und Hochschullehrer.

## Leben
Gerschun, Sohn des jüdischen Physikers Alexander Lwowitsch Gerschun und seiner Frau Rosalia Felixowna, begann 1920 das Physikstudium an der Universität Petrograd (Abschluss 1924). Gleichzeitig arbeitete er im Optik-Institut (GOI) im Photometrie-Laboratorium unter S. O. Maisel und untersuchte Lichtfeldprobleme sowie Probleme der Lichttechnik.
Als 1934 im GOI das Photometrie-Laboratorium in eine Abteilung mit mehreren Laboratorien umgewandelt wurde, leitete Gerschun das Lichttechnik-Laboratorium in Zusammenarbeit mit L. I. Djomkina (Farb-Laboratorium) und den Kollegen L. N. Gassowski (Augenoptik-Laboratorium) und G. N. Rautian. Gerschun untersuchte weiter Probleme der Photometrie und Lichttechnik. Für den geplanten Palast der Sowjets entwarf er die Lichttechnik. 1937 wurde er ohne Vorlage einer Dissertation zum Doktor der technischen Wissenschaften promoviert. Ein wichtiges Arbeitsgebiet wurden die Lichttechnikprobleme im Meer unter der Wasseroberfläche (Hydrooptik).
Während des Deutsch-Sowjetischen Krieges wurde Gerschun mit dem GOI nach Joschkar-Ola evakuiert. Dort bearbeitete er Probleme der Verdunkelung und Tarnung.
Nach dem Kriege setzte Gerschun seine früheren Arbeiten fort, wobei die theoretische Photometrie sein Schwerpunkt wurde. Insbesondere untersuchte er die Spektrale Leistungsdichte der Schwarzkörperstrahlung. Anlässlich des 250. Geburtstages Pierre Bouguers gab er die Übersetzung von Bouguers wichtigstem Werk heraus und ergänzte es mit Biografie und Bibliografie.
Neben seiner Forschungs- und Entwicklungsarbeit im GOI lehrte Gerschun am Leningrader Bergbauinstitut, am Leningrader Elektrotechnikinstitut, am Luftfahrtinstitut, an der Militärakademie der Fernmeldetruppe, an der Seekriegsakademie und an der Militärakademie für Ingenieure der Luftstreitkräfte „Prof. N. J. Schukowski“. Er wurde Professor am Leningrader Institut für Feinmanik und Optik (LITMO) und leitete dort 1946–1952 den Lehrstuhl für physikalische Optik. Auch richtete er dort das Optik-Laboratorium ein. Er veranstaltete Seminare und betreute Aspiranten. Ab 1947 bis zu seinem Tode war Gerschun Hauptassistent des Leiters des Energietechnik-Laboratoriums der Akademie der Wissenschaften der UdSSR (AN-SSSR) M. A. Schatelen und auch Vorsitzender der Kommission für Lichttechnik der AN-SSSR.

## Ehrungen
- Orden des Roten Sterns (1942)
- Stalinpreis II. Klasse (1942) für ein neues Tarnungsverfahren
- Ehrenzeichen der Sowjetunion (1945)
- Medaille „Für heldenmütige Arbeit im Großen Vaterländischen Krieg 1941–1945“
- Orden des Roten Banners der Arbeit (1949)
- Stalinpreis II. Klasse (1949) für ein neues optisches System zur Prozessbeobachtung in den Werken A und B des Kombinats Nr. 817